# Клима вантропских пустиња
Клима вантропских пустиња је клима заступљена у сувим суптропским пределима. Карактерише је ниска влажност ваздуха, велико испаравање и мала количина падавина, не више од 200-300 милиметара годишње. Лета су жарка и сува, са температурама до 50 °C, а зиме прохладне са температуром до 20 °C. Клима вантропских пустиња заступљена је у средњој Азији, јужном Казахстану (Кизилкум и Каракум), Монголији (Гоби) и у САД (Мохаве, Долина смрти).